# 名古屋市立当知中学校
名古屋市立当知中学校（なごやしりつ とうちちゅうがっこう）は、愛知県名古屋市港区当知一丁目にある公立中学校。

## 概要
1981年（昭和56年）4月、名古屋市立港北中学校より分離独立する。名古屋市のモデル校舎として、Z型の校舎が建てられており、校内の全体を見渡せる2階中央部分に職員室が設置されている。

## 通学区域
所管する名古屋市教育委員会は、2017年（平成29年）4月1日現在、名古屋市立明徳小学校および名古屋市立当知小学校の学校区を通学区域として指定している。

## アクセス
- 名古屋市営地下鉄東山線高畑駅より市バス「野跡」・「港区役所」・「河合小橋」行き乗車約11分の「当知一丁目」停留所下車後徒歩500メートル[3]。
- 名古屋市営地下鉄名港線東海通駅より市バス「多加良浦」・「中川車庫前」行き乗車約9分の「当知一丁目」停留所下車後徒歩500メートル[3]。

## 著名な出身人物
- 武井咲